# Donato Maria Dell'Olio
Donato Maria Dell'Olio (Bisceglie, 27 de dezembro de 1847 - Benevento, 18 de janeiro de 1902) foi um cardeal da Igreja Católica italiano, arcebispo de Benevento.

## Biografia
Estudou no Seminário de Bisceglie de 1856 a 1871, onde foi ordenado padre em 23 de dezembro de 1871, e na Pontifícia Universidade São Tomás de Aquino em Roma, de 1871 a 1873, onde obteve um doutorado em teologia.
Tornou-se Reitor do Seminário de Bisceglie e professor de filosofia e teologia em 1876, teólogo cônego do capítulo da catedral de Bisceglie, em 1882, neste mesmo ano fundando o Instituto "Giovanni Bosco". Eleito arcebispo de Rossano em 14 de dezembro de 1891, recebeu a sagração em 20 de dezembro, na Igreja de Sant'Alfonso all'Esquilino, das mãos do cardeal Raffaele Monaco La Valletta, cardeal-bispo de Ostia e Velletri, Decano do Colégio dos Cardeais, assistido por Francesco di Paola Satolli, presidente da Pontifícia Academia dos Nobres Eclesiásticos, e por Edmund Stonor, arcebispo-titular de Trebizonda, adjunto à Sacra Congregação do Conselho.
Recebeu o pálio em 17 de dezembro de 1891. Foi transferido para a sé metropolitana de Benevento em 5 de fevereiro de 1898 e, em 21 de março do mesmo ano, foi nomeado Assistente no Trono Pontifício.
Foi criado cardeal pelo Papa Leão XIII, no Consistório de 15 de abril de 1901, recebendo o barrete vermelho e o título de cardeal-presbítero de Santa Balbina em 18 de abril.
Faleceu no exercício arquiepiscopal em 18 de janeiro de 1902, sendo velado na Catedral de Benevento e sepultado na Igreja de Santa Clementina no antigo cemitério da cidade.